# Park Place (línea de la Avenida Franklin)
Para la estación IRT en Manhattan, véase; Park Place (línea de la Séptima Avenida–Broadway).
Park Place es una estación en la línea de la Avenida Franklin del Metro de Nueva York de la división B del Brooklyn–Manhattan Transit Corporation (BMT). La estación se encuentra localizada en Crown Heights, Brooklyn entre la Avenida Franklin y Park Place. La estación es servida por los trenes del servicio .